# فرانك جوليان
فرانك جوليان مواليد 7 مارس 1991 في فرنسا، هو لاعب كرة قدم فرنسا.

## روابط خارجية
- فرانك جوليان على موقع قاعدة بيانات كرة القدم.إي يو (الإنجليزية)